# Samanta Schweblin
Samanta Schweblin (Buenos Aires, 1978) es una escritora argentina. Considerada una de las escritoras contemporáneas más destacadas de la literatura argentina y latinoamericana, ha sido traducida a más de cuarenta idiomas y recibido numerosos premios internacionales. Desde el 2012, reside en Berlín, donde escribe y dicta talleres literarios.

## Biografía

### Primeros años y publicaciones
Samanta Schweblin nació en 1978 en la ciudad de Buenos Aires, Argentina, como nieta del grabadista Alfredo de Vincenzo. Egresó de la carrera de Diseño de Imagen y Sonido de la Universidad de Buenos Aires. En el 2001, obtuvo el primer premio del Concurso Nacional Haroldo Conti por su relato «Hacia la alegre civilización de la Capital», y el primer premio del Fondo Nacional de las Artes por su primer libro de cuentos, El núcleo del disturbio, que publicó en 2002.
En 2008, recibió el Premio Casa de las Américas por su segundo libro de cuentos, La furia de las pestes, que publicó ese mismo año en el Fondo Editorial Casa de las Américas. En 2009, la mayor parte de los relatos de ese volumen fueron publicados con el título de Pájaros en la boca por la editorial Emecé.
En 2010, fue elegida por la revista británica Granta como una de los veintidós mejores escritoras en español menores de 35 años. En 2012, su cuento «Un hombre sin suerte» obtuvo el Premio Juan Rulfo.

### Publicación deDistancia de rescatey consagración
En 2014, Schweblin fue distinguida con el Premio Konex por su trayectoria como cuentista durante el período comprendido entre 2009 y 2013. Ese mismo año, publicó su primera novela, Distancia de rescate, acerca de la historia de una mujer que recuerda los hechos que la separaron de su hija. El texto fue ampliamente elogiado por la crítica en el momento de su publicación, y, desde entonces, ha sido considerado como el mejor libro de la escritora.
En 2015, publicó su tercer libro de cuentos, Siete casas vacías, que resultó ganador del Premio Internacional de Narrativa Breve Ribera del Duero, y obtuvo el Premio Tigre Juan por Distancia de rescate. En 2017, la traducción al inglés de la novela fue seleccionada entre las obras finalistas del Premio Booker Internacional, y, en el 2018, recibió los premios Tournament of Books y Shirley Jackson. Ese último año, publicó su segunda novela, Kentukis, y su cuento «La respiración cavernaria» fue publicado como una nouvelle ilustrada por la artista argentina Duna Rolando.
En 2020, Kentukis obtuvo el Premio Mandarache, otorgado por un jurado de unos 6000 lectores de entre 12 y 30 años coordinado por comités de lectura de España, Colombia y Chile. En 2021, la novela obtuvo el premio IILA-Literatura.
En 2021, la adaptación cinematográfica de Distancia de rescate, cuya dirección estuvo a cargo de la directora peruana Claudia Llosa, fue estrenada en la plataforma de streaming Netflix, donde alcanzó la primera posición entre las películas más vistas de la plataforma en los Estados Unidos, mientras que, en la Argentina, logró la séptima.
En 2022, recibió el Premio O. Henry por su cuento «Un hombre sin suerte», y obtuvo el Premio José Donoso por su trayectoria. En noviembre de ese mismo año, Siete casas vacías fue premiado con el Premio Nacional del Libro. En mayo del 2024, obtuvo el Premio Konex de Letras en la categoría de Cuento por el período 2014-2018. Ese mes, su relato «Mujeres desesperadas» fue adaptado al teatro y representado en el Teatro Colón.
En marzo del 2025, publicó su cuarto libro de cuentos, El buen mal.

## Influencias

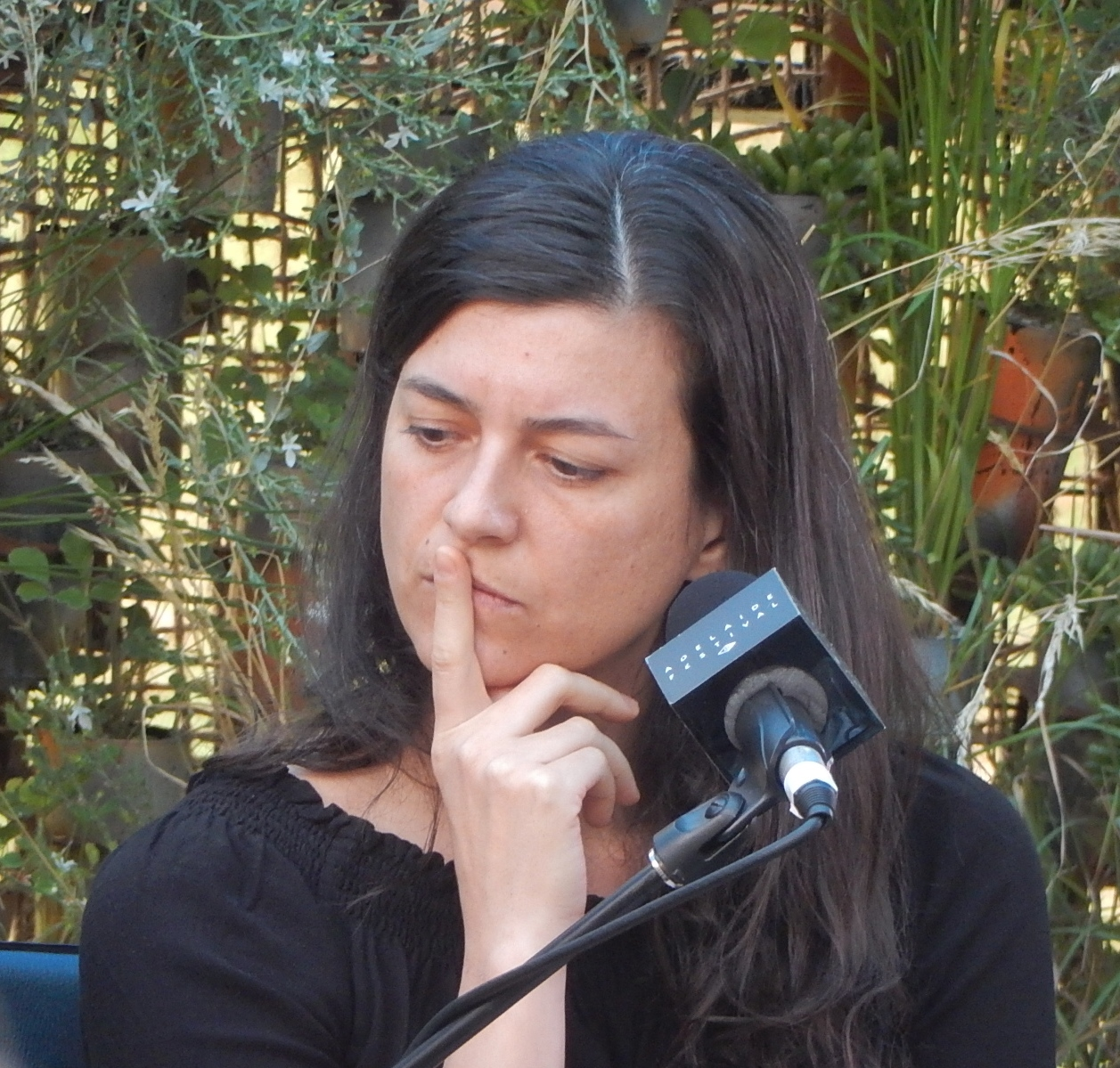
Schweblin en el 2018.

Schweblin se formó como escritora en los talleres de Diego Paszkowski y Liliana Heker. Como lectora, mencionó haber sido influenciada por «la tradición del fantástico rioplatense», es decir, los escritores Adolfo Bioy Casares, Julio Cortázar, Antonio Di Benedetto y Felisberto Hernández. Además, nombró a las autoras Anne Carson y Amy Hempel como las escritoras contemporáneas que más la influyeron.

## Obra

### Cuento
Ver también: Cuentos de Samanta Schweblin
- 2002: El núcleo del disturbio
- 2009: Pájaros en la boca
- 2015: Siete casas vacías
- 2025: El buen mal

### Novela
- 2014: Distancia de rescate
- 2018: Kentukis

## Premios
- 2001: Premio del Fondo Nacional de las Artes por El núcleo del disturbio[7]
- 2001: Premio del Concurso Haroldo Conti por «Hacia la alegre civilización de la Capital»[7]
- 2008: Premio Casa de las Américas por Pájaros en la boca[11]
- 2012: Premio Juan Rulfo por «Un hombre sin suerte»[43]
- 2014: Premio Konex, Diploma al Mérito por su trayectoria como cuentista durante el periodo 2009-2013[44]
- 2015: Premio Internacional de Narrativa Breve Ribera del Duero por Siete casas vacías[45]
- 2015: Premio Tigre Juan por Distancia de rescate[46]
- 2018: Premio Tournament of Books por Distancia de rescate[24]
- 2018: Premio Shirley Jackson a la mejor novela corta por Distancia de rescate[47]
- 2020: Premio Mandarache por Kentukis[28]
- 2021: Premio IILA-Literatura por Kentukis[29]
- 2022: Premio O. Henry por «Un hombre sin suerte»[32]
- 2022: Premio Iberoamericano de Letras José Donoso[48]
- 2022: National Book Award por Siete casas vacías[49]
- 2024ː Premio Konex de Letras, categoría Cuento, Período 2014-2018[50]